# Capasa schistacea
Capasa schistacea är en fjärilsart som beskrevs av Moore 1878. Capasa schistacea ingår i släktet Capasa och familjen mätare. Inga underarter finns listade i Catalogue of Life.